# گل قشلاق (بیجار)
گل قشلاق (بیجار)، روستایی از توابع بخش کرانی شهرستان بیجار در استان کردستان ایران است.
قومیت مردم این روستا از آذربایجانی های ایران هستند.

## جمعیت
این روستا در دهستان گرگین قرار دارد و براساس سرشماری مرکز آمار ایران در سال ۱۳۸۵، جمعیت آن ۱۲۰ نفر (۲۸خانوار) بوده‌است.